# Gilbert Duboule
Pour les articles homonymes, voir Duboule.
Gilbert Duboule, né le 26 janvier 1925 à Genève et mort le 6 novembre 1983 au Portugal, est un homme politique suisse membre du Parti radical-démocratique.

## Biographie
Fils du conseiller d'État Charles Duboule, il devient avocat d'affaires après une licence en droit obtenue en 1946. Il exercera le barreau jusqu'en 1965 puis de 1978 à sa mort.
Conseiller municipal de la ville de Genève de 1955 à 1962, il est également député entre 1957 et 1965 avant d'être lui-même élu conseiller d'État en 1965. Il prend alors la tête du département de l'intérieur et de l'agriculture durant douze ans.
Élu conseiller national en 1975, il se spécialise durant son mandat de huit ans dans la politique extérieure suisse et préside la Fondation pour la collaboration confédérale, la commission du Conseil national chargée du dossier de l'entrée de la Suisse à l'ONU, l'Union européenne de Suisse et la section suisse de la Ligue internationale contre le racisme et l'antisémitisme. Il intervient également en faveur d'une aide bancaire aux pays les plus défavorisés.

## Source
- « Gilbert Duboule » dans le Dictionnaire historique de la Suisse en ligne.